# Essie Jonberger
Essie Maria Konstantia Jonberger, ursprungligen Eklund, född 24 oktober 1919 i Trollhättan, död 2013 i Stockholm, var den första utbildade och ordinerade pastorn i Svenska Missionsförbundet (numera Equmeniakyrkan).

## Biografi
Essie Jonberger var dotter till bokhållaren Ernst Eklund och hans hustru Maria, född Askling.
Hon genomgick Stockholms stads handelslinje 1936, Bar-Lock-Institutet 1938, folkhögskola 1942-1943, Strängnäs småskoleseminarium 1943-1945, Missionsskolan på Lidingö (numera Enskilda Högskolan, Stockholm) 1952-1955, mentalvårdsstudier i Norge 1956 och i England 1957 samt var diplomerad från Sankt Lukasstiftelsens utbildningsinstitut för själavård och psykisk rådgivning. Hon har innehaft kontors- och stenograftjänster 1937-1942, lärartjänster 1945-1952, assistent i Samtjänst 1955-1956, kurator vid Södertälje lasarett 1955-1957, rektor för Stockholms Stadsmissions Lanthem och Husmodersskola för missanpassad kvinnlig ungdom 1958-1960, assistent vid Sankt Lukasstiftelsen från 1958. Gift 1969 med Gustaf Olof Bertil Jonberger (1909-1997).
Essie Jonberger var den första kvinna som antogs till pastorsstudier i Svenska Missionsförbundet efter att samfundets Generalkonferens sagt ja till kvinnliga pastorer 1950. Hon antogs 1952 som enda kvinna tillsammans med 23 män. Eftersom hon hade en del andra studier bakom sig kunde hon hoppa över den första klassen. Hon fick ganska snart också tillåtelse att läsa en del på egen hand, dels på grund av hennes ålder, dels därför att hon då parallellt kunde läsa ytterligare kurser på Sankt Lukas. Hon avskildes (ordinerades) som pastor 1955 som den första kvinnan i Svenska Missionsförbundet, men valde att inte gå in i församlingstjänst utan istället arbeta som pastor i andra tjänster. Den första kvinnan som avskildes och gick in i församlingstjänst blev istället Ingegärd Dackerud 1957.